# Per Luigi Tenco
Per Luigi Tenco è un album omaggio monografico a Luigi Tenco del Renato Sellani Trio, uscito nel 2001. 

## L'album
Sellani si era già cimentato nell'interpretazione di alcuni brani di Tenco, nel 1993 nell'album The Studio Solo Album, aveva imciso una cover di Vedrai, vedrai inserita in un medley dedicato a Genova e Lontano lontano.
Nel 2001 si decide a dedicare un intero album al grande cantautore.

## Tracce
1. Ciao amore ciao
2. Ho capito che ti amo
3. Quando
4. Angela
5. Mi sono innamorato di te
6. Io sì
7. Vedrai vedrai
8. Tu non hai capito niente
9. Lontano lontano
10. Se stasera sono qui
11. Ciao amore ciao

## Musicisti
- Renato Sellani – pianoforte
- Massimo Moriconi – basso elettrico
- Massimo Manzi – batteria